# 定義集 (プラトン)
『定義集』（ていぎしゅう、希: Ὅροι, ホロイ, 羅: Definitiones, 英: Definitions）は、プラトン名義の著作の1つだが、偽書と看做されている。
文字通り、様々な語彙とその定義を集めたものであり、プラトン名義とされてきた他、一部ではプラトンの甥でアカデメイア第2代学頭でもあったスペウシッポスによるものともされてきたが、アカデメイア派、ペリパトス派、ストア派的な要素が入り混じっており、複数人の手によるものが後世に統合されたものと考えられる。

## 内容
以下の184の語彙の定義が列挙されている。
ただし、
- 「善」（αγαθών、46, 110）
- 「和合」（ὁμόνοια、57, 78）
- 「敬虔」（εὐσέβεια、45, 119）
- 「頃合」（καιρός、85, 161）
- 「力、能力」（δύναμις、17, 183）
- 「祭祀、犠牲」（θυσία、120, 122）
- 「統治権、始原」（αρχή、125, 159）

のように、重複している語彙もいくつかあり、編纂の粗雑さが窺える。
大まかな構成としては、
- 1 - 20が、自然学的概念。
- 21 -  85が、倫理学・政治学・社会的概念(1)。
- 86 - 97が、認知・思考・知識に関する概念。
- 98 - 106が、言語学・論理学的概念。
- 107 - 184が、倫理学・政治学・社会的概念(2)。

となっている。
| 順番 | 原語                                         | 日本語訳       | 定義 |
| ---- | -------------------------------------------- | -------------- | --- |
| 1    | αιδιον (アイディオン)                        | 永遠なるもの   | 昔も今も変わらず滅びること無く、全時間に渡って存在しているもの。 |
| 2    | θεός (テオス)                                | 神             | 幸福という点で自足した、不死なる生きもの。永遠なる存在。善なるものの源。 |
| 3    | γένεσις (ゲネシス)                           | 生成           | 存在への運動。存在に与（あずか）ること。 |
| 4    | ἥλιος (ヘーリオス)                           | 太陽           | 人々によって見られる唯一の天の火。昼に輝く星。永遠の生命を持つ最大の生きもの（ストア派的）。 |
| 5    | χρόνος (クロノス)                            | 時間           | 太陽の運行、運動を測る単位。 |
| 6    | ἡμέρα (ヘーメラ)                             | 日             | 日の出から日没までの太陽の運行。夜の闇と反対の光。 |
| 7    | ἕως (ヘオース)                               | 暁             | 一日の始まり。太陽の初光。 |
| 8    | μεσημβρία (メセーンブリア)                   | 正午           | ものの影が一様に最も短くなる時。 |
| 9    | δείλη (デイレー)                             | 黄昏           | 日の終り。 |
| 10   | νύξ (ニュクス)                               | 夜             | 昼の反対となる闇。太陽が失われること。 |
| 11   | τύχη (テュケー)                              | 運             | 始めも終わりも明らかでない成り行き。人並み外れた不思議な行為の偶因。 |
| 12   | γήρας (ゲーラス)                             | 老年           | 時の経過によって生じる生命あるものの衰え。 |
| 13   | πνεύμα (プネウマ)                            | 風             | 大地を巡る空気の運動。 |
| 14   | ἀήρ (アエール)                               | 空気           | 場所における一切の運動が自然的であるような元素。 |
| 15   | οὐρανός (ウーラノス)                         | 天空           | 最上層にある空気以外のすべての感覚物を取り囲んでいるもの。 |
| 16   | ψυχή (プシュケー)                            | 魂             | 自己自身を動かすもの生命活動の原因 |
| 17   | δύναμις* (デュナミス)                        | 力             | それ自身で作用し得るもの。 |
| 18   | όψις (オプシス)                              | 視覚           | 事物を判別する能力。 |
| 19   | οστούν (オストゥーン)                        | 骨             | 熱で固められた髄。 |
| 20   | στοιχείον (ストイケイオン)                   | 元素           | 相寄って合成体を成し、また合成体が解体されて成るところのもの。 |
|      |                                              |                | |
| 21   | αρετή (アレテー)                             | 徳             | 最善の状態。それ自体で賞賛に値する、死すべき生きものの習性。それを身に付けているものは善いと言われる習性。法を互いに正しく遵守すること。公正さを生み得る習性。 |
| 22   | φρόνησις (プロネーシス)                      | 思慮           | それ自体で人間の幸せを作りうる力。善悪の知識。成すべきことと成されざるべきことを判別する心の状態。 |
| 23   | δικαιοσύνη (ディカイオシュネー)              | 正義           | 心が自己自身と思いを同じくすること。そして心の諸部分が相互によく秩序付けられていること。各人に、その人の価値に応じたものを配分する心の持ち方。それを身につけている人は、自分に正しいと思われることを選択し得る、そのような心の持ち方。人生において、法に従う心の持ち方。社会的平等。法を遵守する心の持ち方。 |
| 24   | σωφροσύνη (ソープロシュネー)                 | 節制           | 魂が自己の内に自然に生じる欲望と快楽について中庸を保つこと。自然に生じる快楽と苦痛に関して、魂が調和と秩序を保つこと。支配したり、支配されたりすることに対して魂の中に協調があること。自然にかなった自律。魂の理性的秩序。美醜についての魂の（念入りな）取り扱い。それを身につけている人は、なすべきことを選んだり、（なすべきでないことを）用心したりすることのできる（心の）習性。                                                             |
| 25   | ανδρεία (アンドレイア)                       | 勇気           | 恐怖にたじろがぬ魂の状態。戦いを恐れぬ心意気。兵法の知識。恐ろしいこと、危険なことに直面して魂が圧倒されないこと。思慮に従う大胆さ。死の予想に動じないこと。危険に際して、正しい判断を保ち得る（心の）状態。危険と釣り合う力。徳への忍耐力。正しい判断によって、恐るべきであるとか恐れるに足らぬとか思われる事柄について魂が平静であること。恐るべきことにたじろがぬ意志を保つこと。戦の経験（を持っていること）。法を遵守する気構えがあること。 |
| 26   | ἐγκράτεια (エンクラテイア)                   | 自制           | 苦痛に耐える力。正しい判断に従うこと。正しい判断に基づいた信念の規準を越えない力。 |
| 27   | αυτάρκεια (アウタルケイア)                   | 自足           | 諸々の善いものの所有という点で完全であること。その状態にある人々は、自分で自分自身を支配するような（心の）状態。 |
| 28   | επιείκεια (エピエイケイア)                   | 公平           | 権利の主張と利益を控えめにすること。取引の契約において適度であること。理性的魂が美醜を考慮するのに良い秩序を保っていること。 |
| 29   | καρτερία (カルテリア)                        | 忍耐           | 立派なことのために苦痛・苦労に耐えること。 |
| 30   | θάρσος (タルソス)                            | 大胆           | 禍を予想しないこと。禍の到来に狼狽しないこと。 |
| 31   | αλυπία (アリュピア)                          | 無苦           | 苦痛に陥らない（心の）状態。 |
| 32   | φιλοπονία (ピロポニア)                       | 勤勉           | 選び取った仕事を完成させようとする（心の）習性。 |
| 33   | αιδώς (アイドース)                           | 慎み           | 正しい仕方で、また最善と思われるものに照らして、大胆な振る舞いから自発的に後退すること。最善なるものの自発的理解。正しい非難に対する配慮。 |
| 34   | ελευθερία (エレウテリア)                     | 自由           | 人生を（自ら）指導すること。万事に渡っての自律。人生において、思うがままに生きる能力。財の使用と獲得に大らかであること。 |
| 35   | ἐλευθεριότης (エレウテリオテース)            | 寛大           | 適度な利益で満足する心がけ。適当なる財の贈与と取得。 |
| 36   | πρᾳότης (プラオテース)                       | 温和           | 怒りによる感情の興奮を鎮めること。魂の調和のとれた融合。 |
| 37   | κοσμιότης (コスミオテース)                   | 礼儀正しさ     | 最善と思えることに自発的に服すること。身のこなしがきちんとしていること。 |
| 38   | ευδαιμονία (エウダイモニア)                  | 幸福           | あらゆる善いものの中から合成された善。善く生きる上での充分な能力。徳による完成。生命あるものに必要な充分な利得。 |
| 39   | μεγαλοπρέπεια (メガロプレペイア)             | 高邁           | 極めて尊敬すべき人の正しい判断から生じる威厳。 |
| 40   | αγχίνοια (アンキノイア)                      | 利発           | それを持っている人は、各人が必要としているものを見分けられる心の天分。知性の鋭敏。 |
| 41   | χρηστότης (クレーストテース)                 | 誠実           | 慎重さを伴った性格的率直さ。性格的真面目さ。 |
| 42   | καλοκαγαθία (カロカガティア)                 | 高貴           | 最善なるものを選び取ろうとする（心の）状態。 |
| 43   | μεγαλοψυχία (メガロプシュキア)               | 雅量           | 諸々の出来事の扱いに垢抜けていること。理性を伴った心の幅広さ。 |
| 44   | φιλανθρωπία (ピラントローピア)               | 人間愛         | 人間を愛するように性格がよくしつけられている状態。人間に対する親切心。感謝の気持ち。受けた善行を忘れないこと。 |
| 45   | εὐσέβεια* (エウセベイア)                     | 敬虔           | 神々に対する正義。神々に自ら進んで奉仕する能力。神々への敬いを正しく理解していること。神々への敬いの知識。 |
| 46   | αγαθόν* (アガトン)                           | 善             | 自分自身のためにあるもの。 |
| 47   | αφοβία (アポビア)                            | 無畏           | その状態にあれば、恐れに陥ることのない（心の）習性。 |
| 48   | απάθεια (アパテイア)                         | 心の平静       | それを身につけていれば、激情に陥ることのない（心の）習性。 |
| 49   | ειρήνη (エイレーネー)                        | 平和           | 戦いをもたらす敵意へと向かう静けさ。 |
| 50   | ῥᾳθυμία (ラテュミア)                         | 安逸           | 魂の怠惰。（心の）気概的な部分が無感覚であること。 |
| 51   | δεινότης (デイノテース)                      | 手腕           | それを持っている人は、自分自身の意図を達成することができる能力。 |
| 52   | φιλία (ピリア)                               | 友愛           | 立派なこと、正しいことについての合意。同じ生き方の選択。選択と行為について見解を同じくすること。生活の類似。善意の交わり。互いに善行をなしたり、受けたりすること。 |
| 53   | ευγένεια (エウゲネイア)                      | 高潔           | 生まれの良い性格の徳。言論と行為に関して魂がよく指導されること。 |
| 54   | αἵρεσις (ハイレシス)                         | 選択           | 正当な評価。 |
| 55   | εύνοια (エウノイア)                          | 善意           | 人が人に対して抱く共感。 |
| 56   | οἰκειότης (オイケイオテース)                 | 親族関係       | 同じ血族を共有していること。 |
| 57   | ὁμόνοια* (ホモノイア)                        | 和合           | あらゆる事柄に対する協調。考えや意見の一致。 |
| 58   | ἀγάπησις (アガペーシス)                      | 愛好           | 全面的に受け入れること。 |
| 59   | πολιτική (ポリティケー)                      | 政治学         | 立派なこと、利益あることの知識。国家において正義を実現する知識。 |
| 60   | ἑταιρία (ヘタイリア)                         | 仲間関係       | 同年輩の者たちの付き合いの情。 |
| 61   | ευβουλία (エウブーリア)                      | 分別           | 生まれ持った理性の徳。 |
| 62   | πίστις (ピスティス)                          | 信念           | 思われる通りに、事実そうであると本気に思うこと。習性（性格）の変わりにくいこと。 |
| 63   | αλήθεια (アレーテイア)                       | 真理           | 肯定と否定においての精神の（正しい）あり方。真なるものの知。 |
| 64   | βούλησις (ブーレーシス)                      | 意図           | よく熟慮した意欲。理知的欲求。理知を伴った自然的欲求。 |
| 65   | συμβούλευσις (シュンブーレウシス)            | 忠告           | 行いについて、どのようなやり方でなすべきかを他人に指図すること。 |
| 66   | εὐκαιρία (エウカイリア)                      | 好機           | 何かをされたり、何かをなしたりせねばならぬ時を、的確に捉えること。 |
| 67   | εὐλάβεια (エウラベイア)                      | 用心           | 悪を見張ること。その見張りに気を配ること。 |
| 68   | τάξις (タクシス)                             | 秩序           | 相互に関係し合っているあらゆるものの内で類似を作り出すこと。共同体の知。あらゆるものの相互関係の原理。ものごとを習得するに当たっての守られるべき和。 |
| 69   | προσεξις (プロセクシス)                      | 注意           | 理解に向かう精神の緊張。 |
| 70   | ευφυία (エウピュイア)                        | 才能           | 学びの速やかさ。自然の恵みある創造。生まれ持った卓越性。 |
| 71   | ευμάθεια (エンマテイア)                      | 聡明           | 速やかな学びに適した、生まれ持った心の才能。 |
| 72   | δική (ディケー)                              | 裁判           | 対立する事柄に関する権威ある判定。不正行為か、そうでないかに関する法的論争。 |
| 73   | ευνομία (エウノミア)                         | 法秩序         | 立派な法への服従。 |
| 74   | ευφροσύνη (エウプロシュネー)                 | 愉悦           | 思慮ある人の行いが我々に与える喜び。 |
| 75   | τιμή (ティメー)                              | 名誉           | 徳行に与えられる善いものの贈与。徳が授ける尊厳。高貴なるものの現れ。価値あると思われるものの維持。 |
| 76   | προθυμία (プロテュミア)                      | 意欲           | 行動への選択の表現。 |
| 77   | χάρις (カリス)                               | 親切           | 善を施すこと。時宜を得た奉仕。 |
| 78   | ὁμόνοια* (ホモノイア)                        | 和合           | 治める者と治められる者とが、いかにして治めたり治められたりせねばならぬかについて、意見が一致すること。 |
| 79   | πολιτεία (ポリテイア)                        | 国家           | 幸せに生きる上で充足している、多数の人々の共同体。多数の人々の、法を守る共同体。 |
| 80   | πρόνοια (プロノイア)                         | 先見の明       | これから先のことに対する心の準備。 |
| 81   | βουλή (ブーレー)                             | 熟慮           | これからのことについて、どうすれば有益であるかを考察すること。 |
| 82   | νίκη (ニケー)                                | 勝利           | 競争における優越力。 |
| 83   | ευπορία (エウポリア)                         | 機転           | 反論に打ち勝つ洞察力。 |
| 84   | δωρεά (ドーレア)                             | 贈物           | 善意の交換。 |
| 85   | καιρός* (カイロス)                           | 頃合           | 有益なことのための潮時。何か善いものの取得に協力する時機。 |
|      |                                              |                | |
| 86   | μνήμη (ムネーメー)                           | 記憶           | 自己の中にある真理を保持しようとする魂のあり方。 |
| 87   | έννοια (エンノイア)                          | 熟考           | 思考の努力。 |
| 88   | νόησις (ノエーシス)                          | 思考           | 知識の始原。 |
| 89   | ἀγνεία (アグネイア)                          | 恭敬           | 神々に対して過ちを犯すまいとする用心。神に捧げる生まれ持った崇拝の念。 |
| 90   | μαντεία (マンテイア)                         | 予言           | 証明無しに前もって成り行きを明らかにする知識。 |
| 91   | μαντική (マンティケー)                       | 予言術         | 死すべき生き物の、現在あること、及びこれから起こることを見通す知識。 |
| 92   | σοφία (ソピア)                               | 知恵           | 無前提の知識。永遠にあるものについての知識。存在する諸物の原因を観想する知識。 |
| 93   | φιλοσοφία (ピロソピア)                       | 哲学 (愛知)    | いつも変わらずにあるものの知識を希求すること。真理を、そしてどうしてそれが真（真実）であるかを観想する心の持ち方。正しい道理を伴う魂の配慮。 |
| 94   | επιστήμη (エピステーメー)                    | 知識           | 言論によって反駁されることのない魂の承認。1つ、もしくは複数の対象に対する、言論による反駁を許さない理解力。思考に基づいた、揺るぎない真実の理論。 |
| 95   | δόξα (ドクサ)                                | 思いなし       | 言論によって説得されやすい承認。 |
| 96   | αἴσθησις (アイステーシス)                    | 感覚           | 魂の運動。肉体を通しての思惟の刺激。人間の利益のために与えられる伝達。それによって肉体を通じ、魂の中に非理性的な認識能力が生まれて来るような伝達。 |
| 97   | ἕξις (ヘクシス)                              | 性格           | それによって、我々がどのような人物であるか、人をして言わしめるような心のあり方。 |
|      |                                              |                | |
| 98   | φωνή (ポーネー)                              | 音声           | 思惟から発し、口を通っていく流れ。 |
| 99   | λόγος (ロゴス)                               | 文             | 存在する諸物のそれぞれを表現する書かれた音声。名前（オノマ）や述べ言葉（レーマ）からなる、旋律の無い言い回し。 |
| 100  | όνομα (オノマ)                               | 名前           | ものの本性から述べられる事柄とか、それ自体で表現される全てのものを説明する、単一の言い回し。 |
| 101  | διάλεκτος (ディアレクトス)                   | 話             | 字母によって表現される人の声。そして旋律の無い、ものを説明する、ある共通する標(しるし)。 |
| 102  | συλλαβή (シュラベー)                         | 音節           | 字母によって表現される、人間の音声の分節。 |
| 103  | ὅρος (ホロス)                                | 定義           | 種差と類からなる説明。 |
| 104  | τεκμηριόν (テクメーリオン)                   | 証拠           | 明らかでないものを明らかに（証明）するもの。 |
| 105  | απόδειξις (アポデイクシス)                   | 証明           | 推論による真実の説明。前もって知られていることによって明らかにする説明。 |
| 106  | στοιχειον φωνής (ストイケイオン・ポーネース) | 音素           | 単一の音声。合成された音声を音声たらしめるもの。 |
|      |                                              |                | |
| 107  | ὠφέλιμον (オーペリモン)                      | 有益なもの     | 暮らし向きが善くなる原因。善の原因。 |
| 108  | συμφέρον (シュンペロン)                      | 有利なもの     | 善きものへ導くもの。 |
| 109  | καλόν (カロン)                               | 美             | 善いもの。 |
| 110  | ἀγαθὸν* (アガトン)                           | 善             | 存在するものの存続の原因。万物が自己の目標として持っている元のもの。それによって何を選択すべきかが決定される元のもの。 |
| 111  | σώφρον (ソープロン)                          | 節度           | 魂の秩序。 |
| 112  | δίκαιον (ディカイオン)                       | 正しさ         | 正義を実現する法の命令。 |
| 113  | ἑκούσιον (ヘクーシオン)                      | 自発的なもの   | 自己自らを行為へと導くもの。自己自らに従って選択されるもの。自分の考えに従って成就されるもの。 |
| 114  | ἐλεύθερον (エレウテロン)                     | 自由           | 自己自身を支配すること。 |
| 115  | μέτριον (メトリオン)                         | 適度           | 術知の要求を満たす、超過と不足の中間。 |
| 116  | μέτρον (メトロン)                            | 尺度           | 超過と不足の中間。 |
| 117  | ἆθλον ἀρετής (アートロン・アレテース)        | 徳の報酬       | それ自体のために望まれる誉。 |
| 118  | ἀθανασία (アタナシア)                        | 不死           | 魂を以て存在すること。永遠の持続。 |
| 119  | εὐσέβεια* (エウセベイア)                     | 敬虔           | 神の意にかなう神への奉仕。 |
| 120  | θυσία* (テュシア)                            | 祭祀           | 法によって決められた聖なる時。 |
| 121  | ἄνθρωπος (アントローポス)                    | 人間           | 羽の無い、二本足の、平たい爪を持った動物。存在するものの内、ただこのものだけが推理に基づいた知識を得ることができる。 |
| 122  | θυσία* (テュシア)                            | 犠牲           | 神に捧げる贈り物。 |
| 123  | ευχή (エウケー)                              | 祈願           | 善いもの、もしくは善いと思われるものを人々が神々に頼むこと。 |
| 124  | βασιλεύς (バシレウス)                        | 王             | 法に基づいた、しかし責任を問われることの無い統治者。政体の長。 |
| 125  | αρχή* (アルケー)                             | 統治権         | 全てに対する配慮。 |
| 126  | ἐξουσία (エクスーシア)                       | 司法権         | 法がそれに託されている、その権力。 |
| 127  | νομοθέτης (ノモテテース)                     | 立法家         | それによって国が治められるに必要な基準となる法の作成者。 |
| 128  | νόμος (ノモス)                               | 法             | 期限の制約が無い、大衆による政治的決定。 |
| 129  | ὑπόθεσις (ヒュポテシス)                      | 仮定           | 証明され得ない原理。論議の要約。 |
| 130  | ψήφισμα (プセーピスマ)                       | 政令           | 期限の制約を持つ政治的決定。 |
| 131  | πολιτικός (ポリティコス)                     | 政治家         | 国家組織の知者。 |
| 132  | πόλις (ポリス)                               | 国家           | 共通の議決に服する多数の人々の住まい。同じ法の下に住む多数の人々の集まり。 |
| 133  | πόλεως ἀρετή (ポレオース・アレテー)          | 国家の卓越性   | 立派な国家組織の確立。 |
| 134  | πολεμική (ポレミケー)                        | 戦術           | 戦の体験。 |
| 135  | συμμαχία (シュンマキア)                      | 同盟           | 戦を共にすること。 |
| 136  | σωτηρία (ソーテーリア)                       | 保全           | 被害を与えずに、安全に確保すること。 |
| 137  | τύραννος (テュランノス)                      | 僭主           | 自分自身の考えに従って国を支配する人。 |
| 138  | σοφιστής (ソピステース)                      | ソフィスト     | 謝礼金を目当てに、富裕で優秀な青年を狩猟する人。 |
| 139  | πλούτος (プルートス)                         | 富             | 幸せに生きるに適切な財の所有。幸せにつながる財の豊かさ。 |
| 140  | παρακαταθήκη (パラカタテーケー)              | 供託品         | 信用に基づいて預けられたもの。 |
| 141  | κάθαρσις (カタルシス)                        | 浄化           | 悪いものの、善いものからの分離。 |
| 142  | νικᾶν (ニカーン)                             | 勝つこと       | 競争して差をつけること。 |
| 143  | αγαθός άνθρωπος (アガトス・アントローポス)   | 善人           | 人に善を履行する心がけのある人。 |
| 144  | σώφρων (ソープローン)                        | 節度ある人     | 欲望を適切に保つ人。 |
| 145  | εγκρατής (エンクラテース)                    | 自律的な人     | 魂の諸部分が正しい判断に逆らおうとするのを統率する人。 |
| 146  | σπουδαίος (スプーダイオス)                   | 真面目な人     | 徹底して善い人。その人固有の卓越性を持つ人。 |
| 147  | σύννοια (シュンノイア)                       | 気がかり       | 理由の無い苦しみを伴った思い。 |
| 148  | δυσμαθία (デュスマティア)                    | 物分かりの悪さ | 学びの遅いこと。 |
| 149  | δεσποτεία (デスポテイア)                     | 独裁政治       | 責任に問われることの無い、しかし合法的な支配。 |
| 150  | αφιλοσοφία (アピロソピア)                    | 非哲学         | その状態にある人は言論嫌いであるような（心の）状態。 |
| 151  | φόβος (ポボス)                               | 恐怖           | 禍を予感して魂がうろたえること。 |
| 152  | θυμός (テューモス)                           | 怒り           | 理性を失った魂の、考えの足りない暴力的衝動。 |
| 153  | έκπληξις (エクプレークシス)                  | 狼狽           | 禍の予感にたじろぐこと。 |
| 154  | κολακεία (コラケイア)                        | 追従           | 最善なることを考えずに他人の気に入るように調子を合わせること。度を過ぎて他人の気に入るように調子を合わせる態度。 |
| 155  | οργή (オルゲー)                              | 憤怒           | 激情が復讐へと（人を）駆り立てること。 |
| 156  | ὕβρις (ヒュブリス)                           | 傲慢           | 侮辱的態度へと向かう不正。 |
| 157  | ακρασία (アクラシア)                         | 無自制         | 正しい判断に逆らって、快的であると思われることへと強いる（心の）習性。 |
| 158  | οκνός (オクノス)                             | 逡巡           | 労苦からの逃避。衝動を抑制する臆病。 |
| 159  | αρχή* (アルケー)                             | 始原           | 存在の第一原因。 |
| 160  | διαβολή (ディアボレー)                       | 中傷           | 言葉によって友人関係を引き離すこと。 |
| 161  | καιρός* (カイロス)                           | 頃合           | 各人が何かを甘んじて受けたり、なしたりするのに適した時。 |
| 162  | αδικία (アディキア)                          | 不正           | 法を軽んじる心の持ち方。 |
| 163  | ένδεια (エンデイア)                          | 貧困           | 諸々の善いものの欠乏。 |
| 164  | αισχύνη (アイスキュネー)                     | 羞恥心         | 予想される悪評への恐れ。 |
| 165  | αλαζονεία (アラクソネイア)                   | 見栄っぱり     | 自分に属していない1つもしくは複数の善いことを、自分に属しているかのように見せる性状。 |
| 166  | ἁμαρτία (ハマルティア)                       | 過ち           | 正しい判断から外れた行い。 |
| 167  | φθόνος (プトノス)                            | 嫉み           | 友人たちの今ある善いもの、または前からあった善いものに対して、面白く思わないこと。 |
| 168  | αναισχυντία (アナイスキュンティア)           | 無恥           | 利益のために、悪評に甘んじられる（心の）状態。 |
| 169  | θρασύτης (トラシュテース)                    | 無謀           | 立ち向かう必要の無い恐怖に対する過度の大胆さ。 |
| 170  | φιλοτιμία (ピロティミア)                     | 虚栄           | 考え無しに、浪費する（心の）状態。 |
| 171  | κακοφυία (カコピュイア)                      | 性悪           | 生まれ持った悪。そして生まれ持った性質の不出来。生まれ持った性質の病。 |
| 172  | ελπίς (エルピス)                             | 希望           | 善いものの期待。 |
| 173  | μανία (マニア)                               | 狂気           | まともな考えを破壊する（心の）状態。 |
| 174  | λαλιά (ラリア)                               | おしゃべり     | 話の無分別な締まり無さ。 |
| 175  | ἐναντιότης (エナンティオテース)              | 反対性         | 何らかの違いを持ち、同じ類の下に属するものの内で、最大の隔たりがあること。 |
| 176  | ἀκούσιον (アクーシオン)                      | 不本意         | 考えに逆らって成されること。 |
| 177  | παιδεία (パイデイア)                         | 教養           | 魂を医療し得る力。 |
| 178  | παίδευσις (パイデウシス)                     | 教育           | 教養を与えること。 |
| 179  | νομοθετική (ノモテティケー)                  | 立法学         | 国家を善くし得る知識。 |
| 180  | νουθέτησις (ヌーテテーシス)                  | 訓戒           | 分別を以て加えられる非難の言葉。過ちを避けるための言葉。 |
| 181  | βοήθεια (ボエーテイア)                       | 救助           | 今ある害意、もしくは生まれつつある害悪を防ぐこと。 |
| 182  | κόλασις (コラシス)                           | 矯正           | 犯した過ちに対して、魂を医療すること。 |
| 183  | δύναμις* (デュナミス)                        | 能力           | 言行における卓越。それを持っているものは有能であるような状態。生得的強さ。 |
| 184  | σωζειν (ソーゼイン)                          | 保護           | 被害の無いようにすること。 |

## 日本語訳
- 『プラトン全集 15』 向坂寛訳 岩波書店 1975年、2006年